# Blue Ridge (Alberta)
Blue Ridge est un hameau (hamlet) du Comté de Woodlands, situé dans la province canadienne d'Alberta.

## Démographie
En tant que localité désignée dans le recensement de 2011, Blue Ridge a une population de 239 habitants dans 91 de ses 98 logements, soit une variation de 14,9 % avec la population de 2006. Avec une superficie de 2,987 0 km2, le hameau possède une densité de population de 80,013 4 hab/km2 en 2011.
Concernant le recensement de 2006, Blue Ridge abritait 208 habitants dans 83 de ses 90 logements. Avec une superficie de 2,987 0 km2, le hameau possédait une densité de population de 69,6 hab/km2 en 2006.